# Les Aventures de Pinocchio (film, 1936)
Pour les articles homonymes, voir Pinocchio et Adaptations de Pinocchio au cinéma et à la télévision.

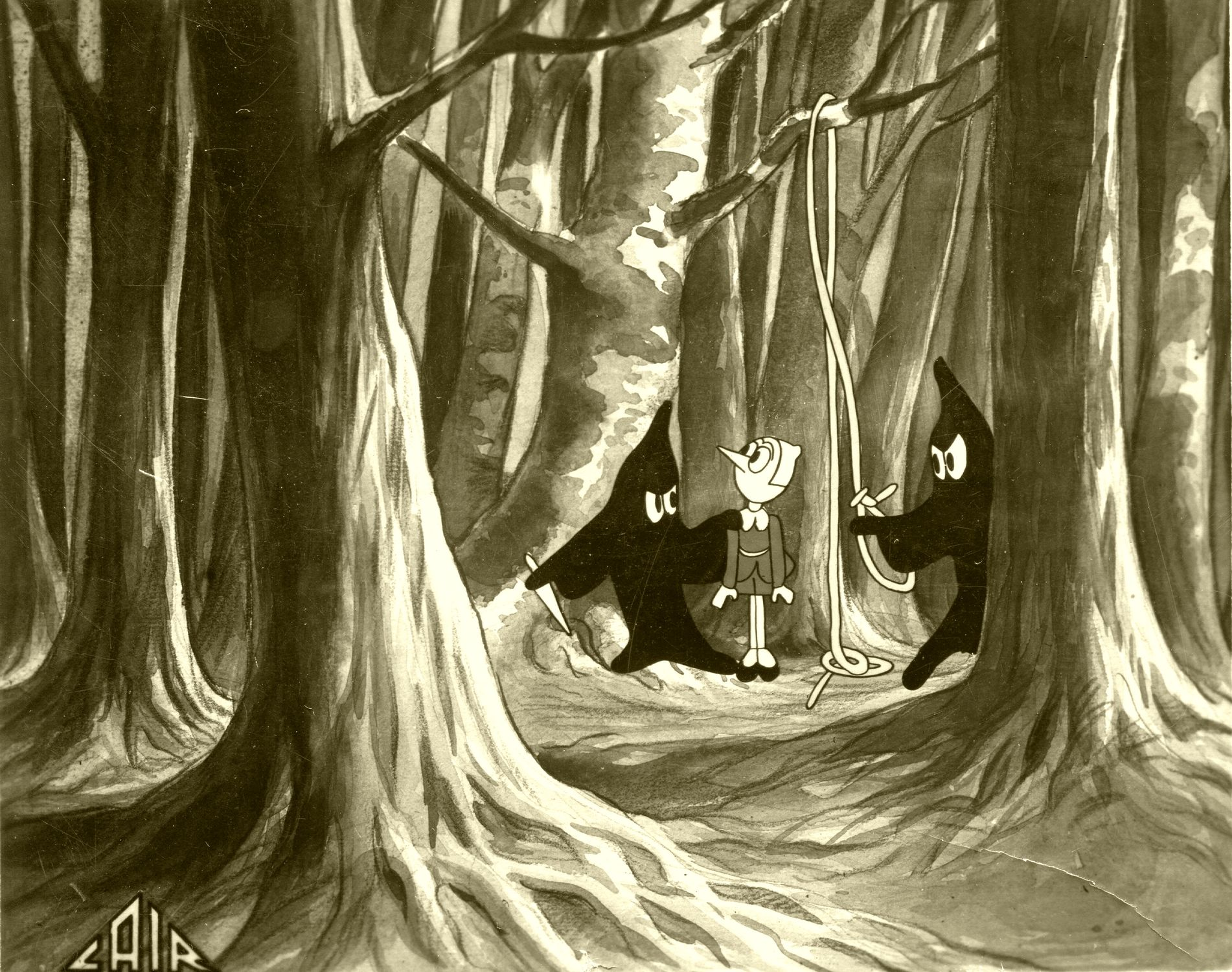
Une scène du film

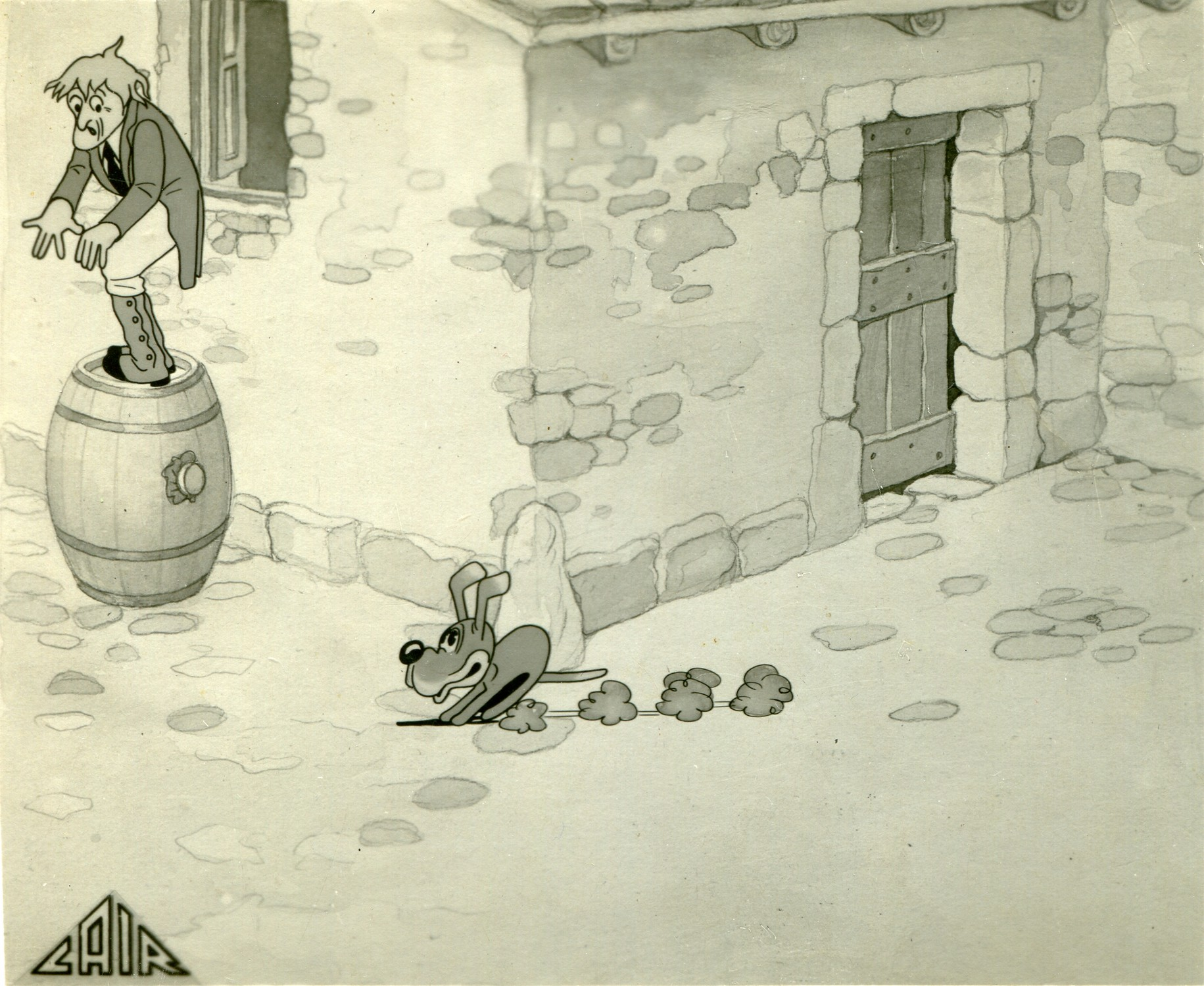
Geppetto dans une scène du film

Les Aventures de Pinocchio (Le avventure di Pinocchio) est un film italien d'animation réalisé par Umberto Spano et Raoul Verdini ou encore Romolo Bacchini. La sortie était prévue en 1936 mais le film est resté inachevé.

## Autour du film
Créé et produit par Cartoni Animati Italiani Roma (CAIR ) et distribué par De Vecchi , ce dessin animé est basé sur le livre pour enfants Les Aventures de Pinocchio de Carlo Collodi. Le film a été conçu pour être le premier long métrage d'animation italien , mais n'a jamais été achevé. Si le film avait été terminé, il serait la première adaptation animée de Pinocchio.

## Histoire
En Janvier 1935, le politicien Alfredo Rocco a décidé de commander le premier film d'animation italienne au CAIR nouvellement formé. Le studio a choisi d'adapter fidèlement le roman de Collodi et, après avoir acheté les droits à l'éditeur R. Bemporad & figlio, a commencé à travailler. À ce jour, on ne sait pas précisément qui étaient les réalisateurs du film. Certaines sources citent Umberto Spano et Raul Verdini,  tandis que d'autres Romolo Bacchini et son fils Carlo, qui étaient également les photographes. 
Le scénario a été écrit par Verdini et Barbara Mamelli, les concepteurs du journal satirique Marc'Aurelio. Romolo Bacchini était le producteur et le directeur artistique avec Verdini. La scénographie a été confiée à Mario Pompei avec Franco Fiorenzi et Gioacchino Colizzi. Le compositeur crédité est Umberto Giordano et les dessinateurs et animateurs  par Carlo Bacchini, Ettore Ranalli, Ennio Zedda et Amerigo Tot.
Le nombre de dessins prévus pour une année de travail était de 110,000 , avec un budget estimé de millions 1 000 000 ₤, la distribution internationale assurée par De Vecchi a été prévue pour l'automne 1936.
Cependant, divers problèmes techniques ont entravé la production du film . A la fin de l'année, le CAIR, après avoir épuisé le financement, a cessé les activités et le matériel a été laissé inutilisé. Le film comprenait environ 150,000 dessins, la durée du film étant estimée à 105 minutes. 
Raoul Verdini a tenté de terminer le film en 1940, en essayant de le convertir en couleur avec le système Catalucci, mais il a échoué, et le film est resté inachevé. Le film est désormais considéré comme perdu : seul l'original du scénario et deux cadres fixes ayant survécu. En 1940,  Walt Disney a acheté les droits du livre pour son deuxième long métrage d'animation, Pinocchio.

## Fiche technique
- Titre : Les Aventures de Pinocchio (Inachevé)
- Titre original : Le Avventure di Pinocchio
- Réalisation : Umberto Spano et Raoul Verdini
- Pays d'origine :  Royaume d'Italie
- Format : Noir et blanc
- Genre : Animation
- Durée : 60 minutes
- Date de sortie : 1936 (Film inachevé)[2]